# Кубок Швеции по футболу 2022/2023
Кубок Швеции по футболу 2022/2023 (швед. Svenska cupen i fotboll 2022/2023) — 67-й розыгрыш Кубка Швеции по футболу. Финальная игра прошла 18 мая 2023 года.

## Предварительные раунды

### Первый раунд
В матчах первого раунда принимают участие 64 команды, представляющие первый, второй и третий дивизионы страны.
Жеребьёвка первого раунда прошла 1 июня.
Матчи прошли с 15 июня по 30 июля.
| Дата       | Хозяева         | Счёт           | Гости                    | Зрителей | Отчёт |
| ---------- | --------------- | -------------- | ------------------------ | -------- | ----- |
| 15.06.2022 | ИФК Мальмё      | 1:2            | Лунд                     | 80       |       |
| 21.06.2022 | Корснес         | 1:3            | Сандвикен                | 180      |       |
| 28.06.2022 | Лидиньё         | 2:4 (д.в.)     | Стокгольм Интернасионале | 103      |       |
| 28.06.2022 | Линдоме         | 0:1            | ГАИС                     | 761      |       |
| 29.06.2022 | Тролльхеттен    | 3:1            | Венерсборг ФК            | 0        |       |
| 29.06.2022 | Хускварна       | 4:2            | Мутала                   | 100      |       |
| 29.06.2022 | Улларед         | 3:4 (д.в.)     | Унсала                   | 0        |       |
| 29.06.2022 | Ерфелла         | 1:3            | Стоксунд                 | 169      |       |
| 30.06.2022 | Энгельхольм     | 0:5            | Твоокер                  | 102      |       |
| 02.07.2022 | Броланда        | 6:2 (д.в.)     | Венерсборг               | 304      |       |
| 02.07.2022 | Торн            | 2:1            | Олимпик                  | 157      |       |
| 02.07.2022 | Энчёпинг        | 1:0            | Уппсала                  | 189      |       |
| 02.07.2022 | Гуте            | 1:1 (2:4 пен.) | Ханинге                  | 300      |       |
| 02.07.2022 | Шильебу         | 1:2            | Эребру Сюрианска         | 391      |       |
| 02.07.2022 | Вестра Фрёлунда | 6:0            | Турсланда                | 0        |       |
| 02.07.2022 | Симрисхамн      | 0:4            | Эстерлен                 | 686      |       |
| 02.07.2022 | Эстерокер       | 2:1            | Соллентуна               | 240      |       |
| 02.07.2022 | Карлберг        | 2:4 (д.в.)     | Васалунд                 | 0        |       |
| 02.07.2022 | Худдинге        | +:-            | Хаммарбю Таланг          | 0        |       |
| 02.07.2022 | Труса-Вагнхерад | 0:5            | Нючёпинг                 | 53       |       |
| 02.07.2022 | Энебю           | 1:1 (2:3 пен.) | Слейпнер                 | 242      |       |
| 02.07.2022 | Торд            | 6:0            | Ассюриска                | 0        |       |
| 02.07.2022 | Ангеред         | 2:4            | Юнгшиле                  | 0        |       |
| 02.07.2022 | Хеслехольм      | 1:0            | Эскильминне              | 0        |       |
| 02.07.2022 | Эльмхульт       | 2:1            | Асарум                   | 175      |       |
| 02.07.2022 | Фриска Вильор   | 1:2            | Худиксвалль              | 255      |       |
| 02.07.2022 | Арланда         | 2:3            | Тебю                     | 69       |       |
| 03.07.2022 | Реппе           | 2:4            | Оскарсхамн               | 0        |       |
| 03.07.2022 | Лукста          | 1:3            | ИФК Эстерсунд            | 136      |       |
| 03.07.2022 | Лулео           | 2:1            | Умео                     | 0        |       |
| 24.07.2022 | Нордвермланд    | 0:4            | Карлстад                 | 250      |       |
| 30.07.2022 | Гаутиод         | 2:0            | Лидчёпинг                | 212      |       |

1. ↑  «Хаммарбю Таланг» снялся с турнира[3]

### Второй раунд
В матчах второго раунда принимают участие 32 команды, победившие в первом раунде, к которым присоединились 32 команды из Суперэттана и Алльсвенскана. Жеребьевка данной стадии прошла 10 июля в эфире телеканала TV4. Проведение матчей второго раунда запланировано с 30 августа по 1 сентября.
| Дата       | Хозяева                  | Счёт       | Гости            | Зрителей | Отчёт |
| ---------- | ------------------------ | ---------- | ---------------- | -------- | ----- |
| 30.08.2022 | Эльмхульт                | 1:2        | Хеккен           | 4215     |       |
| 30.08.2022 | Худдинге                 | 1:3        | Дегерфорс        | 0        |       |
| 30.08.2022 | ГАИС                     | 3:1 (д.в.) | Вернаму          | 0        |       |
| 31.08.2022 | Унсала                   | 3:1        | Эргрюте          | 942      |       |
| 31.08.2022 | Гаутиод                  | 0:2        | Треллеборг       | 520      |       |
| 31.08.2022 | Броланда                 | 0:9        | Мальмё           | 1987     |       |
| 31.08.2022 | Торд                     | 0:6        | Хельсингборг     | 0        |       |
| 31.08.2022 | Юнгшиле                  | 0:4        | Варберг          | 0        |       |
| 31.08.2022 | Твоокер                  | 0:2        | Кальмар          | 0        |       |
| 31.08.2022 | Хеслехольм               | 0:2        | Мьельбю          | 0        |       |
| 31.08.2022 | Торн                     | 0:3        | Гётеборг         | 0        |       |
| 31.08.2022 | Эстерлен                 | 0:3        | Ландскруна       | 0        |       |
| 31.08.2022 | Стоксунд                 | 0:3        | Сундсвалль       | 500      |       |
| 31.08.2022 | Худиксвалль              | 2:4        | АИК              | 1371     |       |
| 31.08.2022 | Лулео                    | 1:0        | АФК Эскильстуна  | 275      |       |
| 31.08.2022 | Карлстад                 | 1:3        | Вестерос         | 0        |       |
| 31.08.2022 | Тролльхеттен             | 1:0        | Эстер            | 0        |       |
| 31.08.2022 | Хускварна                | 0:3        | Хальмстад        | 453      |       |
| 31.08.2022 | Лунд                     | 0:1        | Норрбю           | 0        |       |
| 31.08.2022 | Слейпнер                 | 0:2        | Браге            | 0        |       |
| 31.08.2022 | Энчёпинг                 | 1:4        | Далькурд         | 713      |       |
| 31.08.2022 | Ханинге                  | 1:3        | Броммапойкарна   | 300      |       |
| 31.08.2022 | Стокгольм Интернасионале | 0:2 (д.в.) | Шёвде            | 0        |       |
| 31.08.2022 | Васалунд                 | 0:1        | Эребру           | 474      |       |
| 31.08.2022 | ИФК Эстерсунд            | 0:1        | Эстерсунд        | 1717     |       |
| 31.08.2022 | Эстерокер                | 0:3        | Йёнчёпингс Сёдра | 0        |       |
| 01.09.2022 | Тебю                     | 0:2        | Норрчёпинг       | 600      |       |
| 01.09.2022 | Нючёпинг                 | 1:2        | Хаммарбю         | 2856     |       |
| 01.09.2022 | Оскарсхамн               | 1:0        | Эльфсборг        | 200      |       |
| 01.09.2022 | Вестра Фрёлунда          | 1:2        | Утсиктен         | 300      |       |
| 01.09.2022 | Сандвикен                | 0:2        | Сириус           | 623      |       |
| 01.09.2022 | Эребру Сюрианска         | 0:3        | Юргорден         | 2235     |       |

## Групповой этап
Жеребьевка группового этапа состоялась 13 ноября 2022 года. В жеребьевке принимали участие 14 команд из Алльсвенскана, 13 команд из Суперэттана, три команды из Дивизиона 1 и два клуба из Дивизиона 2.

### Группа 1
| М | Команда          | И | В | Н | П | Мячи   | ±   | О | Примечания         |
| - | ---------------- | - | - | - | - | ------ | --- | - | ------------------ |
| 1 | Хеккен           | 3 | 3 | 0 | 0 | 13 − 2 | +11 | 9 | Выход в 1/4 финала |
| 2 | Хальмстад        | 3 | 2 | 0 | 1 | 5 − 3  | +2  | 6 |                    |
| 3 | Тролльхеттан     | 3 | 1 | 0 | 2 | 2 − 7  | −5  | 3 |                    |
| 4 | Йёнчёпингс Сёдра | 3 | 0 | 0 | 3 | 1 − 9  | −8  | 0 |                    |

И — игры, В — выигрыши, Н — ничьи, П — проигрыши, Мячи — забитые и пропущенные голы, ± — разница голов, О — очки

| Хеккен                                                                           | 5:0     | Йёнчёпингс Сёдра |
| -------------------------------------------------------------------------------- | ------- | ---------------- |
| М. Рюгор 3′ · Сим. Густафсон 58′ · М. Сонко 60′ · Э. Ховланн 64′ · Б. Траоре 83′ | (отчёт) |                  |

| Тролльхеттан | 0:1     | Хальмстад           |
| ------------ | ------- | ------------------- |
|              | (отчёт) | Б. Йертстранд 45+2′ |

| Тролльхеттан | 1:6     | Хеккен                                                                                          |
| ------------ | ------- | ----------------------------------------------------------------------------------------------- |
| А. Алиев 42′ | (отчёт) | М. Сонко 26′ · И. Садик 38′ · М. Рюгор 41′ · И. Садик 59′ (пен.) · Л. Ларсен 69′ · И. Садик 77′ |

| Хальмстад                                            | 3:1     | Йёнчёпингс Сёдра |
| ---------------------------------------------------- | ------- | ---------------- |
| Э. Альстранд 43′ · А. Юханссон 50′ · Н. Мохаммед 88′ | (отчёт) | Ф. Джелили 28′   |

| Йёнчёпингс Сёдра | 0:1     | Тролльхеттан        |
| ---------------- | ------- | ------------------- |
|                  | (отчёт) | А. Алиев 32′ (пен.) |

| Хеккен                       | 2:1     | Хальмстад     |
| ---------------------------- | ------- | ------------- |
| Б. Траоре 4′ · Б. Траоре 39′ | (отчёт) | В. Гранат 21′ |

### Группа 2
| М | Команда        | И | В | Н | П | Мячи   | ±  | О | Примечания         |
| - | -------------- | - | - | - | - | ------ | -- | - | ------------------ |
| 1 | Юргорден       | 3 | 3 | 0 | 0 | 10 − 3 | +7 | 9 | Выход в 1/4 финала |
| 2 | Эребру         | 3 | 2 | 0 | 1 | 5 − 3  | +2 | 6 |                    |
| 3 | Ландскруна     | 3 | 1 | 0 | 2 | 4 − 10 | −6 | 3 |                    |
| 4 | Броммапойкарна | 3 | 0 | 0 | 3 | 4 − 7  | −3 | 0 |                    |

И — игры, В — выигрыши, Н — ничьи, П — проигрыши, Мячи — забитые и пропущенные голы, ± — разница голов, О — очки

| Юргорден                                                                                               | 6:1     | Ландскруна     |
| --- | ------- | -------------- |
| Г. Викхейм 12′ · Э. Андерссон 27′ · Ю. Асоро 45+2′ · О. Берг 49′ · Б. Сабович 79′ · Л. Бергвалль 90+2′ | (отчёт) | У. Диавара 86′ |

| Броммапойкарна   | 1:2     | Эребру                      |
| ---------------- | ------- | --------------------------- |
| Р. Оморова 90+4′ | (отчёт) | Н. Миллеског 19′ · Д. Сегер |

| Эребру           | 1:2     | Юргорден                          |
| ---------------- | ------- | --------------------------------- |
| Н. Миллеског 53′ | (отчёт) | Г. Викхейм 7′ · П. Юханссон 90+1′ |

| Броммапойкарна                          | 2:3     | Ландскруна                                      |
| --------------------------------------- | ------- | ----------------------------------------------- |
| О. Петтерссон 28′ (пен.) · Н. Васич 84′ | (отчёт) | У. Диавара 4′ · М. Виделль 57′ · М. Виделль 74′ |

| Ландскруна | 0:2     | Эребру                         |
| ---------- | ------- | ------------------------------ |
|            | (отчёт) | В. Бакман 54′ · С. Круна 90+4′ |

| Юргорден                          | 2:1     | Броммапойкарна |
| --------------------------------- | ------- | -------------- |
| М. Эрикссон 39′ · М. Эрикссон 44′ | (отчёт) | Н. Васич 37′   |

### Группа 3
| М | Команда    | И | В | Н | П | Мячи   | ±   | О | Примечания         |
| - | ---------- | - | - | - | - | ------ | --- | - | ------------------ |
| 1 | Хаммарбю   | 3 | 3 | 0 | 0 | 15 − 1 | +14 | 9 | Выход в 1/4 финала |
| 2 | Браге      | 3 | 2 | 0 | 1 | 8 − 4  | +4  | 6 |                    |
| 3 | Норрбю     | 3 | 0 | 1 | 2 | 1 − 9  | −8  | 1 |                    |
| 4 | Сундсвалль | 3 | 0 | 1 | 2 | 1 − 11 | −10 | 1 |                    |

И — игры, В — выигрыши, Н — ничьи, П — проигрыши, Мячи — забитые и пропущенные голы, ± — разница голов, О — очки

| Хаммарбю                                                       | 4:1     | Браге           |
| -------------------------------------------------------------- | ------- | --------------- |
| Н. Бесара 34′ · Н. Бесара 85′ · Ю. Эраби 89′ · М. Маджед 90+1′ | (отчёт) | Ф. Шёберг 90+3′ |

| Сундсвалль   | 1:1     | Норрбю       |
| ------------ | ------- | ------------ |
| Л. Новик 43′ | (отчёт) | Х. Меджа 49′ |

| Норрбю | 0:3     | Хаммарбю                                        |
| ------ | ------- | ----------------------------------------------- |
|        | (отчёт) | Ю. Эраби 89′ · В. Джуканович 58′ · Ю. Эраби 69′ |

| Сундсвалль | 0:2     | Браге                           |
| ---------- | ------- | ------------------------------- |
|            | (отчёт) | Ю. Арвидссон 45′ · К. Аппиа 55′ |

| Браге                                                                                | 5:0     | Норрбю |
| ------------------------------------------------------------------------------------ | ------- | ------ |
| П. Юнссон 7′ · К. Аппиа 19′ · К. Аппиа 37′ · Э. Тот-Викстрём 50′ · Д. Карлберг 90+1′ | (отчёт) |        |

| Хаммарбю | 8:0     | Сундсвалль |
| --- | ------- | ---------- |
| Т. Теки 8′ · Ю. Нильссон 11′ · Ш. Пинас 14′ · М. Маджед 25′ · М. Маджед 38′ · М. Маджед 47′ · Н. Бесара 59′ · А. Саиди 65′ (пен.) | (отчёт) |            |

### Группа 4
| М | Команда      | И | В | Н | П | Мячи   | ±  | О | Примечания         |
| - | ------------ | - | - | - | - | ------ | -- | - | ------------------ |
| 1 | Кальмар      | 3 | 3 | 0 | 0 | 10 − 3 | +7 | 9 | Выход в 1/4 финала |
| 2 | Треллеборг   | 3 | 2 | 0 | 1 | 6 − 4  | +2 | 6 |                    |
| 3 | Хельсингборг | 3 | 1 | 0 | 2 | 7 − 7  | 0  | 3 |                    |
| 4 | Унсала       | 3 | 0 | 0 | 3 | 0 − 9  | −9 | 0 |                    |

И — игры, В — выигрыши, Н — ничьи, П — проигрыши, Мячи — забитые и пропущенные голы, ± — разница голов, О — очки

| Унсала | 0:5     | Хельсингборг                                                                 |
| ------ | ------- | ---------------------------------------------------------------------------- |
|        | (отчёт) | Р. Йёнссон 3′ · А. Сульич 12′ · В. Лёпер 22′ · А. Мухсин 84′ · А. Сульич 88′ |

| Кальмар                                          | 3:2     | Треллеборг                |
| ------------------------------------------------ | ------- | ------------------------- |
| Ю. Карлссон 34′ · С. Скрабб 45′ · М. Райович 59′ | (отчёт) | М. Саид 41′ · М. Саид 79′ |

| Унсала | 0:3     | Кальмар                                                 |
| ------ | ------- | ------------------------------------------------------- |
|        | (отчёт) | К. Йенсен 25′ · М. Райович 75′ · И. Бьеркебу 87′ (пен.) |

| Хельсингборг   | 1:3     | Треллеборг                                           |
| -------------- | ------- | ---------------------------------------------------- |
| Р. Йёнссон 55′ | (отчёт) | Н. Мортенсен 15′ · Н. Мортенсен 29′ · Х. Оффиа 90+4′ |

| Треллеборг   | 1:0     | Унсала |
| ------------ | ------- | ------ |
| М. Даини 44′ | (отчёт) |        |

| Кальмар                                                            | 4:1     | Хельсингборг      |
| ------------------------------------------------------------------ | ------- | ----------------- |
| М. Райович 26′ · Ю. Карлссон 75′ · М. Райович 54′ · М. Райович 83′ | (отчёт) | А. аль-Хамави 86′ |

### Группа 5
| М | Команда   | И | В | Н | П | Мячи  | ±  | О | Примечания         |
| - | --------- | - | - | - | - | ----- | -- | - | ------------------ |
| 1 | АИК       | 3 | 2 | 1 | 0 | 7 − 1 | +6 | 7 | Выход в 1/4 финала |
| 2 | Вестерос  | 3 | 1 | 2 | 0 | 5 − 3 | +2 | 5 |                    |
| 3 | Варберг   | 3 | 1 | 0 | 2 | 1 − 5 | −4 | 3 |                    |
| 4 | Эстерсунд | 3 | 0 | 1 | 2 | 2 − 6 | −4 | 1 |                    |

И — игры, В — выигрыши, Н — ничьи, П — проигрыши, Мячи — забитые и пропущенные голы, ± — разница голов, О — очки

| Варберг      | 1:0     | Эстерсунд |
| ------------ | ------- | --------- |
| Э. Жуниор 3′ | (отчёт) |           |

| АИК           | 1:1     | Вестерос       |
| ------------- | ------- | -------------- |
| О. Фарадж 16′ | (отчёт) | С. Юханссон 7′ |

| Варберг | 0:2     | Вестерос                           |
| ------- | ------- | ---------------------------------- |
|         | (отчёт) | П. Рибейро 10′ (пен.) · Д. Аск 39′ |

| Эстерсунд | 0:3     | АИК                                                  |
| --------- | ------- | ---------------------------------------------------- |
|           | (отчёт) | Й. Гвидетти 23′ (пен.) · В. Фишер 59′ · В. Фишер 62′ |

| Вестерос                                 | 2:2     | Эстерсунд                                |
| ---------------------------------------- | ------- | ---------------------------------------- |
| А. Хелльблум 14′ · П. Рибейро 58′ (пен.) | (отчёт) | Н. Мусолитин 15′ · Э. Брендон 89′ (пен.) |

| АИК                                             | 3:0     | Варберг |
| ----------------------------------------------- | ------- | ------- |
| Б. Хуссейн 2′ · Й. Халити 60′ · Й. Гвидетти 81′ | (отчёт) |         |

### Группа 6
| М | Команда   | И | В | Н | П | Мячи  | ±  | О | Примечания         |
| - | --------- | - | - | - | - | ----- | -- | - | ------------------ |
| 1 | Мальмё    | 3 | 3 | 0 | 0 | 5 − 1 | +4 | 9 | Выход в 1/4 финала |
| 2 | Дегерфорс | 3 | 2 | 0 | 1 | 4 − 2 | +2 | 6 |                    |
| 3 | Шёвде     | 3 | 1 | 0 | 2 | 3 − 4 | −1 | 3 |                    |
| 4 | Лулео     | 3 | 0 | 0 | 3 | 1 − 6 | −5 | 0 |                    |

И — игры, В — выигрыши, Н — ничьи, П — проигрыши, Мячи — забитые и пропущенные голы, ± — разница голов, О — очки

| Мальмё                            | 2:0     | Шёвде |
| --------------------------------- | ------- | ----- |
| И. Кисе Телин 11′ · С. Нанаси 16′ | (отчёт) |       |

| Лулео | 0:2     | Дегерфорс                       |
| ----- | ------- | ------------------------------- |
|       | (отчёт) | О. Валлин 47′ · Д. Павлович 54′ |

| Лулео | 0:1     | Мальмё        |
| ----- | ------- | ------------- |
|       | (отчёт) | С. Нанаси 82′ |

| Дегерфорс | 1:0     | Шёвде           |
| --------- | ------- | --------------- |
|           | (отчёт) | Д. Вукоевич 11′ |

| Шёвде                                                 | 3:1     | Лулео                |
| ----------------------------------------------------- | ------- | -------------------- |
| О. Леннерскуг 37′ · Й. Фелльрат 43′ · Й. Фелльрат 73′ | (отчёт) | Я. Юханссон-Инга 70′ |

| Мальмё                               | 2:1     | Дегерфорс       |
| ------------------------------------ | ------- | --------------- |
| И. Кисе Телин 86′ · Д. Корнильюс 90′ | (отчёт) | Д. Вукоевич 57′ |

### Группа 7
| М | Команда    | И | В | Н | П | Мячи  | ±  | О | Примечания         |
| - | ---------- | - | - | - | - | ----- | -- | - | ------------------ |
| 1 | Норрчёпинг | 3 | 2 | 1 | 0 | 8 − 3 | +5 | 7 | Выход в 1/4 финала |
| 2 | ГАИС       | 3 | 2 | 0 | 1 | 4 − 2 | +2 | 6 |                    |
| 3 | Гётеборг   | 3 | 1 | 0 | 2 | 4 − 8 | −4 | 3 |                    |
| 4 | Утсиктен   | 3 | 0 | 1 | 2 | 5 − 8 | −3 | 1 |                    |

И — игры, В — выигрыши, Н — ничьи, П — проигрыши, Мячи — забитые и пропущенные голы, ± — разница голов, О — очки

| ГАИС | 0:1     | Норрчёпинг        |
| ---- | ------- | ----------------- |
|      | (отчёт) | А. Траустасон 41′ |

| Гётеборг                                         | 3:2     | Утсиктен                            |
| ------------------------------------------------ | ------- | ----------------------------------- |
| Э. Маркович 12′ · Х. Карнейль 39′ · Э. Хаген 43′ | (отчёт) | А. Скоглунд 35′ · Ф. Мартинссон 82′ |

| ГАИС                               | 2:1     | Гётеборг      |
| ---------------------------------- | ------- | ------------- |
| А. Нурен 56′ · М. Челик 63′ (пен.) | (отчёт) | А. Карлен 42′ |

| Норрчёпинг                                         | 3:3     | Утсиктен                                              |
| -------------------------------------------------- | ------- | ----------------------------------------------------- |
| А. Сигурдссон 52′ · В. Линн 88′ · Я. Ортмарк 90+4′ | (отчёт) | Э. Вестермарк 8′ · Э. Вестермарк 51′ · А. Мохидин 55′ |

| Утсиктен | 0:2     | ГАИС                              |
| -------- | ------- | --------------------------------- |
|          | (отчёт) | Ю. Линдберг 71′ · Ю. Линдберг 90′ |

| Гётеборг | 0:4     | Норрчёпинг                                                                         |
| -------- | ------- | ---------------------------------------------------------------------------------- |
|          | (отчёт) | А. Сигурдссон 37′ · А. Траустасон 45+1′ · А. Сигурдссон 65′ (пен.) · Л. Шабани 75′ |

### Группа 8
| М | Команда    | И | В | Н | П | Мячи   | ±  | О | Примечания         |
| - | ---------- | - | - | - | - | ------ | -- | - | ------------------ |
| 1 | Мьельбю    | 3 | 3 | 0 | 0 | 6 − 3  | +3 | 9 | Выход в 1/4 финала |
| 2 | Сириус     | 3 | 2 | 0 | 1 | 10 − 4 | +6 | 6 |                    |
| 3 | Далькурд   | 3 | 1 | 0 | 2 | 5 − 7  | −2 | 3 |                    |
| 4 | Оскарсхамн | 3 | 0 | 0 | 3 | 4 − 11 | −7 | 0 |                    |

И — игры, В — выигрыши, Н — ничьи, П — проигрыши, Мячи — забитые и пропущенные голы, ± — разница голов, О — очки

| Мьельбю                | 1:0     | Далькурд |
| ---------------------- | ------- | -------- |
| А. Юханссон 81′ (пен.) | (отчёт) |          |

| Оскарсхамн  | 1:4     | Сириус                                                                   |
| ----------- | ------- | ------------------------------------------------------------------------ |
| Э. Круна 9′ | (отчёт) | Э. Сюлисуфай 39′ (пен.) · П. Нвадике 60′ · М. Хейер 73′ · Э. Озкан 90+4′ |

| Оскарсхамн   | 1:2     | Мьельбю                            |
| ------------ | ------- | ---------------------------------- |
| А. Чатич 27′ | (отчёт) | А. Юханссон 4′ · Т. Петтерссон 67′ |

| Сириус                                                               | 4:0     | Далькурд |
| -------------------------------------------------------------------- | ------- | -------- |
| Д. Стенссон 34′ · М. Матисен 56′ · Э. Сюлисуфай 58′ · М. Матисен 85′ | (отчёт) |          |

| Далькурд                                                                        | 5:2     | Оскарсхамн                   |
| ------------------------------------------------------------------------------- | ------- | ---------------------------- |
| У. Али 31′ · О. Альварес 53′ · Э. Монтанья 56′ · Ф. Рабет 67′ · О. Альварес 85′ | (отчёт) | Фалькао 34′ · А. Джибоду 89′ |

| Мьельбю                                               | 3:2     | Сириус                          |
| ----------------------------------------------------- | ------- | ------------------------------- |
| М. Матисен 67′ (авт.) · А. Юханссон 73′ · М. Моро 74′ | (отчёт) | Т. Мэттьюс 35′ · П. Нвадике 56′ |

## Плей-офф
6 марта 2023 года состоялась жеребьёвка финальных стадий турнира. Четвертьфинальные встречи пройдут с 11 по 13 марта, а полуфиналы - с 18 по 19 марта.

### Турнирная сетка
|  | 1/4 финала                         | 1/4 финала | 1/4 финала | 1/4 финала                    |                              |         | 1/2 финала | 1/2 финала | 1/2 финала | 1/2 финала |  |  | Финал | Финал | Финал | Финал |
|  |                                    |            |            |                               |                              |         |            |            |            |            |  |  |       |       |       |       |
|  | 12 марта 2023 — Гульдфогельн-Арена |            |            |                               |                              |         |            |            |            |            |  |  |       |       |       |       |
|  |                                    |            |            |                               |                              |         |            |            |            |            |  |  |       |       |       |       |
|  | Кальмар                            | Кальмар    | Кальмар    | 0 (4)                         |                              |         |            |            |            |            |  |  |       |       |       |       |
|  | Кальмар                            | Кальмар    | Кальмар    | 0 (4)                         | 19 марта 2023 — Страндваллен |         |            |            |            |            |  |  |       |       |       |       |
|  | Мьельбю                            | Мьельбю    | Мьельбю    | 0 (5)                         |                              |         |            |            |            |            |  |  |       |       |       |       |
|  | Мьельбю                            | Мьельбю    | Мьельбю    | 0 (5)                         | Мьельбю                      | Мьельбю | Мьельбю    | 1          |            |            |  |  |       |       |       |       |
|  | 13 марта 2023 — Tele2 Арена        |            |            |                               | Мьельбю                      | Мьельбю | Мьельбю    | 1          |            |            |  |  |       |       |       |       |
|  |                                    | Хаммарбю   | Хаммарбю   | Хаммарбю                      | 0                            |         |            |            |            |            |  |  |       |       |       |       |
|  | Хаммарбю                           | Хаммарбю   | Хаммарбю   | Хаммарбю                      | 0                            | 2       |            |            |            |            |  |  |       |       |       |       |
|  | Хаммарбю                           | Хаммарбю   | Хаммарбю   |                               | 18 мая 2023 — Страндваллен   | 2       |            |            |            |            |  |  |       |       |       |       |
|  | АИК                                | АИК        | АИК        | 1                             |                              |         |            |            |            |            |  |  |       |       |       |       |
|  | АИК                                | АИК        | АИК        | 1                             | Мьельбю                      | Мьельбю | Мьельбю    | 0          |            |            |  |  |       |       |       |       |
|  | 11 марта 2023 — Бравида Арена      |            |            |                               | Мьельбю                      | Мьельбю | Мьельбю    | 0          |            |            |  |  |       |       |       |       |
|  |                                    | Хеккен     | Хеккен     | Хеккен                        | 0                            |         |            |            |            |            |  |  |       |       |       |       |
|  | Хеккен                             | Хеккен     | Хеккен     | Хеккен                        | 0                            | 3       |            |            |            |            |  |  |       |       |       |       |
|  | Хеккен                             | Хеккен     | Хеккен     | 18 марта 2023 — Бравида Арена |                              | 3       |            |            |            |            |  |  |       |       |       |       |
|  | Норрчёпинг                         | Норрчёпинг | Норрчёпинг | 0                             |                              |         |            |            |            |            |  |  |       |       |       |       |
|  | Норрчёпинг                         | Норрчёпинг | Норрчёпинг | 0                             | Хеккен                       | Хеккен  | Хеккен     | 3          |            |            |  |  |       |       |       |       |
|  | 12 марта 2023 — Tele2 Арена        |            |            |                               | Хеккен                       | Хеккен  | Хеккен     | 3          |            |            |  |  |       |       |       |       |
|  |                                    | Юргорден   | Юргорден   | Юргорден                      | 0                            |         |            |            |            |            |  |  |       |       |       |       |
|  | Юргорден                           | Юргорден   | Юргорден   | Юргорден                      | 0                            | 2 (5)   |            |            |            |            |  |  |       |       |       |       |
|  | Юргорден                           | Юргорден   | Юргорден   |                               |                              |         |            |            |            |            |  |  |       |       |       |       |
|  | Мальмё                             | Мальмё     | Мальмё     | 2 (3)                         |                              |         |            |            |            |            |  |  |       |       |       |       |
|  | Мальмё                             | Мальмё     | Мальмё     | 2 (3)                         |                              |         |            |            |            |            |  |  |       |       |       |       |

### 1/4 финала
Изначально матч «Юргордена» с «Мальмё» должен был пройти 13 марта, а встреча «Хаммарбю» и АИК — 12 марта. В связи с выходом «Юргордена» в 1/8 финала Лиги конференций даты проведения этих матчей решено было поменять местами.
| Хеккен                                                 | 3:0     | Норрчёпинг |
| ------------------------------------------------------ | ------- | ---------- |
| C. Густафсон 44′ (пен.) · Л. Ларсен 78′ · М. Сонко 83′ | (отчёт) |            |

| Кальмар                                                               | 0:0 (доп. вр.) | Мьельбю                                                                   |
| --------------------------------------------------------------------- | -------------- | ------------------------------------------------------------------------- |
|                                                                       | (отчёт)        |                                                                           |
| Пенальти                                                              |                |                                                                           |
| М. Райович · Л. Сетра · К. Густафссон · Р. Гояни · Ромарио · Н. Шамун | 4:5            | К. Рёслер · Т. Петтерссон · А. Штоль · О. Росенгрен · Н. Эйле · И. Кричак |

| Юргорден                                                     | 2:2 (доп. вр.) | Мальмё                                                   |
| ------------------------------------------------------------ | -------------- | -------------------------------------------------------- |
| Э. Андерссон 86′ · Х. Финнделль 120′                         | (отчёт)        | А. Кристиансен 10′ · А. Кристиансен 114′                 |
| Пенальти                                                     |                |                                                          |
| М. Даниэльсон · О. Берг · Ю. Асоро · Й. Лёфгрен · Б. Сабович | 5:3            | И. Кисе Телин · Л. Нильсен · А. Кристиансен · М. Ульссон |

| Хаммарбю                       | 2:1     | АИК               |
| ------------------------------ | ------- | ----------------- |
| Э. Куртулуш 21′ · Ю. Эраби 47′ | (отчёт) | Й. Гвидетти 45+1′ |

### 1/2 финала
| Мьельбю         | 1:0     | Хаммарбю |
| --------------- | ------- | -------- |
| А. Юханссон 38′ | (отчёт) |          |

| Хеккен                                      | 3:0     | Юргорден |
| ------------------------------------------- | ------- | -------- |
| Л. Ларсен 33′ · И. Садик 36′ · И. Садик 57′ | (отчёт) |          |

### Финал
Финальный матч состоится 18 мая 2023 года. В результате жеребьёвки, проведённой 19 марта, местом проведения был выбран стадион «Страндваллен» в Хеллевике, домашний стадион «Мьельбю».
| Мьельбю              | 1:4     | Хеккен                                                              |
| -------------------- | ------- | ------------------------------------------------------------------- |
| Ю. Хаммар 85′ (авт.) | (отчёт) | И. Садик 45+1′ · И. Садик 45+4′ · М. Рюгор 48′ · Сам. Густафсон 66′ |